# Polini
Polini är en firma i Italien som tillverkar trimdelar till bland annat mopeder och andra motorcyklar. De tillverkar alla olika sorters motordelar som cylindrar, vevaxlar, variatorer, kopplingar, drivremmar, insprutningsmoduler, effektsystem och mycket mer.